# Гностицизм
Гностици́зм (от др.-греч. γνωστικός, «обладающий знанием») — собрание религиозных идей и систем, возникших в конце I века нашей эры среди иудейских и раннехристианских общин. Гностицизм — не только учение о вере в бытие Бога, но и о пути, посредством которого достигается непосредственное познание («гносис») Бога или личное общение верующего с ним.
Последователи гностицизма ставили личное духовное знание (гнозис) выше ортодоксальных учений, традиций и авторитета традиционных религиозных институтов. Считая материальное существование порочным или злым, гностическая космогония обычно проводит различие между верховным, скрытым Богом и злобным меньшим божеством (Ялдаваофом, отождествляемым с Яхве Ветхого Завета), ответственным за создание материальной Вселенной. Гностики считали главным элементом спасения прямое познание верховной божественности в форме мистического или эзотерического постижения. Многие гностические тексты имеют дело не с концепциями греха и раскаяния, а с иллюзией и просветлением.
Гностические сочинения были широко распространены среди определённых христианских групп в Средиземноморье примерно до второго века, когда отцы ранней церкви объявили их ересью. Попытки уничтожить эти тексты оказались во многом успешными, в результате чего сохранилось очень мало сочинений гностических теологов. Тем не менее ранние гностические учителя, такие как Валентин, считали свои верования соответствующими христианству. В гностической христианской традиции Христос рассматривается как божественное существо, принявшее человеческую форму, чтобы привести человечество обратно к Свету. Однако гностицизм не является единой стандартизированной системой, и акцент на непосредственном опыте допускает широкое разнообразие учений. В частности, к гностицизму относят такие разные учения, как валентинизм и сифианство. В Персидской империи гностические идеи распространились до Китая через родственное движение манихейство, в то время как мандеизм всё ещё жив в Ираке.
На протяжении веков большинство научных знаний о гностицизме ограничивалось антиеретическими писаниями ортодоксальных христианских деятелей, таких как Ириней Лионский и Ипполит Римский. Интерес к гностицизму возродился после открытия в 1945 году египетской библиотеки Наг-Хаммади, собрания редких раннехристианских и гностических текстов, включая Евангелие от Фомы и Апокриф Иоанна. В научных исследованиях широко обсуждается классификация гностицизма: считать ли его межрелигиозным явлением либо отдельной религией. Учёные признали влияние на гностицизм таких источников, как эллинистический иудаизм, зороастризм и платонизм, а некоторые отметили возможные связи с буддизмом и индуизмом, хотя доказательства прямого влияния последних источников неубедительны.

## Основы гностицизма
В гностицизме содержание гнозиса, тайного знания, как раз и есть осознание человеком своей божественности, и обретение гнозиса само по себе спасительно.
Название «гностицизм» предложил кембриджский учёный Генри Мор в XVII веке, обозначив им ряд раннехристианских «ересей».
Гностиками называли тех, кто не хотел довольствоваться простой, бесхитростной верой, а стремился «познать» (γνώσις = знание), понять и «углубить» свою веру. Методом такого осмысления стало у гностиков, как и у Филона, аллегорическое, символическое истолкование мифов. Гностики были убеждены в том, что получающиеся при этом системы представляют собой «знание», далеко возвышающееся над простой и наивной верой подавляющего большинства, которое не задумывается над содержанием религиозно-мифологических верований и понимает его буквально. Впоследствии, как отмечает Г. Г. Майоров, принцип «гносиса» — проникновения в тайный смысл религиозных откровений — станет принципом всей последующей христианской экзегетики.

### Основная терминология
Эоны
В гностицизме Валентина центральное место занимает концепция самопорождающихся эонов. В начале было Первоначало, от которого происходят Ум (Единородный) и Истина, от Ума произошёл Логос и Жизнь, а от тех первый Человек. Эоны образуют пары и множатся. Их число достигает 30, а совокупность именуется Плеромой. Наш мир связан с деятельностью эонов-ангелов Демиурга и Ахамот. Концепцию эонов гностики выводили, мистифицируя значение событий и текстов Нового Завета, в том числе посланий апостола Павла, также своеобразно интерпретируя слово αiών (Еф. 3:21 — в славянском переводе: «век»), в контексте Нового Завета означающее вечность, век, мир..
Отождествляется также Эон и с половым членом Кроноса.
Образ встречается у Гераклита (фр. 93 Маркович), который называет его «играющим ребёнком на престоле».
Архонты
В гностицизме: духи-мироправители. В гностических представлениях архонты рассматриваются как творцы материального космоса, а заодно и системы влечений и эмоций, делающих человека рабом материи.
Абраксас
Абраксас или, в более ранней форме, Абрасакс — гностическое космологическое божество, Верховный глава Небес и Эонов, олицетворяющий единство Мирового Времени и Пространства. В системе Василида имя «Абраксас» имеет мистический смысл, поскольку сумма числовых значений семи греческих букв этого слова даёт 365 — число дней в году.
Абраксаса изображали в древнем индийском, персидском, египетском искусстве, на античных геммах в виде существа с телом человека, головой петуха и змеями вместо ног. В одной руке он держит нож или плеть, в другой — щит, на котором начертано имя Йах (егип. Jah — молитвенный возглас, в Элевсинских мистериях превратившийся в имя божества Солнца).
Другие эманации этого божества — Ум, Слово, Мудрость, Сила. Считается, что своим происхождением Абраксас обязан древнейшим образам змея, дракона.
Демиург
Демиург (др.-греч. δημιουργός — «мастер, ремесленник, творец» от др.-греч. δῆμος — «народ» и ἔργον — «дело, ремесло, промысел»). Первым в таком значении его использовал Платон. В гностицизме Демиург является одной из ключевых фигур. Правая рука создателя бессмертных душ, неспособный понять любовь. Стремится показать, что может создать лучший мир, чем Первый Бог.
Демиург создаёт материю и заключает души в материальных телах. Его незавершённость считается причиной всех бед и несовершенств мира.
Несовершенный дух-творец мира, «злое» начало, в отличие от Бога, «доброго» начала. В гностических текстах — как ранних (Апокриф Иоанна), так и в поздних (Пистис София) обозначался именем Ялдаваоф (Иалдабаот); происходил от эона Софии, возжелавшего творить без духовной половины, что привело к появлению Демиурга. Описывался как порочный, невежественный, ограниченный демон, одним из эпитетов которого был «Саклас» («глупый», «дурак»). Ялдаваоф, согласно Апокрифу Иоанна, стал богом над материей, создал ангелов и властей, совместно с ними сотворил из вещества тело человека по подобию божественного эона Человека, пребывавшего гораздо выше материи.
В гностических учениях Демиург воспринимался как «злой бог», сотворивший несовершенный и греховный материальный мир, и отождествлялся с ветхозаветным Яхве и Сатаной.
Гнозис
Особое духовное знание о Боге, мире и подлинной духовной природе человека, доступное только сознанию просветлённых и открывающее путь к спасению.
Плерома
Плерома — совокупность небесных духовных сущностей (эонов). По мнению гностиков, Иисус Христос был эоном, который передал людям тайное знание (гнозис), чтобы они смогли воссоединиться с Плеромой.
София

### Основные черты гностических эзотерических учений
Гностики полагали, что у них есть сакральное знание о Боге, человечестве и остальной части Вселенной, которым остальные не владеют. К особенностям гностицизма относят:
- вера, что спасение достигается через интуитивно постигаемое Знание (гнозис).
- идея Плеромы, известная, в основном, из текстов последователей Валентина[16].
- концепция Демиурга[17]. Демиург является создателем материальной Вселенной, которой управляют его слуги — Архонты.
- Докетизм — учение об иллюзорности материи. Гностики пошли ещё дальше античного скептицизма и их «учение о чистой кажимости материи не скептическое, но абсолютно догматическое в своём отрицании существования материи»[18]. А. Ф. Лосев называл докетизм гностиков «гибелью античной мысли»[18].

Общим для гностических систем является дуализм (противопоставление духа и материи). В основе гностического мифа лежало представление, что мир пребывает во зле и это зло никоим образом не могло быть сотворено Богом. Отсюда следовало, что мир был сотворён либо злой, либо ограниченной в своём могуществе силой, которую гностики именуют Демиургом (гностический Демиург не имеет ничего общего с Демиургом (богом-ремесленником) Платона), а Высший Бог обитает в занебесной области, однако из сострадания к человечеству он направляет к людям своего посланца (или посланцев), чтобы научить их, как освободиться из-под власти Демиурга.
Также в основе систем верования лежит примирение и воссоединение божества и мира, абсолютного и относительного бытия, бесконечного и конечного. Гностическое мировоззрение отличается от всей дохристианской философии присутствием в нём идеи определённого и единого целесообразного мирового процесса. Жизнь материального мира основана только на хаотическом смешении разнородных элементов (греч. σύγχυσις ἀρχική), и смысл мирового процесса состоит лишь в разделении (греч. διάκρισις) этих элементов, в возвращении каждого в свою сферу.
Мир не спасается — спасается (то есть возвращается в область божественного, абсолютного бытия) только духовный элемент, присущий лишь некоторым людям (пневматикам), изначально и по природе принадлежащим к высшей сфере.
Существовало также либертинистское направление в гностицизме, которое А. Ф. Лосев считал (наравне с докетизмом) «чудовищным символом всей античной философско-эстетической гибели». Целью гностиков было достижение знания, но поскольку знание о вещах само вовсе ещё не есть вещь, то, следовательно, тот, кто обладает знанием, тем самым свободен от подчинения вещам, а значит, и от подчинения каким бы то ни было запретам — в том числе социальным и нравственным.
Некоторые христианские источники утверждали о разврате у некоторых гностиков, в то же время Иоанн Златоуст писал про гностиков: «Хотя старание о девстве и у нас и у еретиков одинаково, а может быть у них и гораздо большее, но плод этих трудов не одинаков: для них (готовятся) узы, слёзы, скорби и вечные мучения, а для нас — участь ангельская, блистательные светильники и главнейшее из всех благ — общение с Женихом… ни Маркион, ни Валентин, ни Манес не удержались в (пределах) такой умеренности; ибо в них говорил не Христос, щадящий овец Своих и полагавший за них душу Свою, но человекоубийца, отец лжи (Иоан. 10:11; 8:44). Посему, они погубили и всех поверивших им, здесь обременив их бесполезными и невыносимыми трудами, а там увлёкши вместе с собою в уготованный для них огонь».

### «Избранный» совершенный гностик, живущий в «иллюзорном мире» тайного знания
В мире, по мнению гностиков, рассеяны частицы потустороннего света, которые должны быть собраны и возвращены к своим истокам. Искупителями являются просвещённые силы, знающие тайный смысл бытия, прежде всего Христос, но их призыву следуют лишь «духовные» люди («пневматики»), тогда как не принявшие гностического посвящения «душевные» люди («психики») вместо подлинного «познания» достигают лишь «веры», а «плотские» люди («гилики» или же «соматики») вообще не выходят за пределы чувственной сферы.
В основе гностицизма — учение об иллюзорности материи. Гностики пошли ещё дальше античного скептицизма и их «учение о чистой кажимости материи не скептическое, но абсолютно догматическое в своём отрицании существования материи». Для гностицизма характерно представление о ступенях, или сферах, мира и их демонических властителях, препятствующих искуплению.
Так возникает совершенный «гностик», как отрешившийся от мира, владеющий собою дух, живущий в Боге и готовящийся к вечности. Остальные же люди — «гилики». Но есть выдающиеся учителя (школы Валентина), отличающие «гиликов» от «психиков», называя последними людей, которые живут законом и верой, для которых вера общины достаточна и необходима. Центр тяжести гностических систем находился не в меняющихся, нам недостоверно известных деталях, но в их цели и в основных предположениях. Высшие спекуляции сообщались лишь под конец и, очевидно, не всем; о различных ступенях преподавания можно заключить из Письма к Флоре Птолемея.

### Магия в гностицизме
Известна магическая герметическая молитва-заклинание для вызова существ из мира духов (в ней описываются ряд принципов и существ, заимствованных гностиками) с припиской: «Когда придёт Бог, смотри вниз и записывай сказанное и то именование его, которое он тебе даст. А он не уйдёт из твоей палатки, пока подробно не скажет тебе и то, что тебя касается».

## История

### Эллинские истоки
Философия гностицизма связана с античными философскими школами (герметизма, орфизма, пифагореизма, платонизма, неоплатонизма).
Безусловно, важна и роль взаимопроникновения философий и религий запада и востока в результате завоеваний Александра Македонского (задолго до зарождения христианства).
В основе идей дохристианских гностиков лежит «комплекс специфических интерпретаций реальности, претендующих на тайный характер и подтверждающихся особыми психодуховными практиками». Адепт воспринимал себя уже находящимся на более высокой стадии личности, посвящённой в тайны какого-либо общества или учения, открытого только избранным.
Предтечей данного эзотеризма является и орфизм — мистическое учение в Древней Греции и Фракии, связанное с именем мифического поэта и певца Орфея. Более изучены элевсинские мистерии, в которых вероучение, обряды, культовые действия держались в тайне от непосвящённых, а инициация объединяла человека с богом, вплоть до бессмертия и обладания божественной властью в потустороннем мире. По некоторым источникам, Платон был посвящён в элевсинские мистерии, что отразилось на характере его философствования, так как напрямую он не имел права говорить под страхом смерти.

### Древнеегипетские истоки
В Египте на дохристианский гностицизм серьёзное влияние оказал культ Изиды и связанные с ним мистерии. Самыми торжественными и магическими были, без сомнения, те, что исполнялись в Египте «группой хранителей тайны».
Морис[кто?] очень наглядно описывает их природу в нескольких строках. Говоря о Мистериях, разыгрываемых на Филе (остров на Ниле), он говорит: «Именно в этих мрачных пещерах раскрывались поклоняющемуся ученику тайны богини (Изиды), когда торжественный гимн посвящения плыл, отражаясь в длинных вереницах каменных ниш».

### Появление гностицизма
Гностицизм — порождение великого синкретического движения в Римской империи (зачатками движения стала ещё до неё недолговечная империя Александра Македонского, соединившая Восток и Запад), начавшегося вследствие перехода религии от одной нации к другой, вследствие соприкосновения востока (древневавилонская религия) с западом и вследствие влияния греческой философии на религии.
Сочинения гностиков дошли до нас главным образом в виде отдельных цитат, приводимых в сочинениях христианских богословов, боровшихся с гностицизмом. Первый известный гностик — Симон Волхв из Самарии, упомянутый в Деяниях апостольских. Наивысшего развития гностические тенденции достигают во II веке.
Помимо влияния иудаизма и восточных религиозных мистерий, для гностицизма характерно усвоение ряда идей позднеантичной философии, главным образом платонизма и неопифагорейства. В основе гностицизма лежит представление о падении души в низший, материальный мир, созданный демиургом — низшим божеством. В дуалистической мистике гностицизма материя рассматривается как греховное и злое начало, враждебное Богу и подлежащее преодолению. В мире рассеяны частицы потустороннего света, которые должны быть собраны и возвращены к своим истокам.
Как отмечал А. Ф. Лосев, «для гностицизма характерно представление о ступенях, или сферах, мира и их демонических властителях, препятствующих искуплению».

### Влияние гностицизма
Развитие гностицизм в начале нашей эры получил:
- в религиозной философии (многие идеи гностицизма получили распространение в неоплатонизме и неопифагореизме и т. д.);
- в религиях (в манихействе, в различных ересях в христианстве, современном мендействе и т. д.);
- в оккультизме, и в мистицизме, и т. д.

Обосновано и столь его лёгкое проникновение в любые близлежащие религии (то есть над-религиозность, так как гностическое учение успешно заимствовало основные ритуальные формы и мифологические образы религий-соседей). Однако это не значит, что гностицизм надо рассматривать как религию, которая положительно относилась ко всем остальным вероучениям. Важно понимать, что гностицизм как явление неоднородно, и если египетский гностицизм видел в Демиурге лишь ограниченного Бога, который сам по себе не есть зло, то халдейский гностицизм придерживался противоположного мнения. Так, гностицизм, характерный для Симона Волхва и Менандра, представляет этот мир как злонамеренное творение злого Бога, который непосредственно соотносится с иудейским Яхве. Тем самым мы можем утверждать о жёстком непринятии халдейскими гностиками иудейской религии как формы поклонения злому Богу.
При этом гностицизм также претендовал на «высшую», главенствующую религию над всеми существующими религиями и философскими течениями. Именно это устремление гностицизма переросло в отпочкование манихейства из недр Гносиса в более распространившуюся сформировавшуюся религию.

## Классификация гностических учений

### Гностицизм I—III веков, конкурировавший с ранним христианством
- Каиниты
- Последователи магии и учения Симона Волхва, современника апостолов
- Докеты
- Николаиты

### Персидский гностицизм
В начале III века гностические системы начинают терять своё значение. На смену им является новое учение, по началам сходное с гностицизмом, но отличающееся от него тем, что, при полнейшем отсутствии идей греческой философии и учения иудаизма, оно представляет собой смесь христианства с началами религии Зороастра.
- Мандеи — название происходит от арамейского «знание». Основана в II веке н. э. Представители этого течения считали себя последователями Иоанна Крестителя. До сих пор существуют небольшие группы мандеев в южном Ираке (ок. 60 тыс. чел.), а также в иранской провинции Хузистан.
- Манихейство — составленное из вавилонско-халдейских, иудейских, христианских, иранских (зороастризм) гностических представлений синкретическое религиозное учение перса Мани (III век), фактически ставшее мировой религией наряду с буддизмом и христианством.

### Поздний гностицизм
- Офиты
- Хлысты
- Борбориты
- Каиниты
- Сифиане
- Евтихий (ересиарх)
- Павликиане
- Тондракийцы
- Богомилы
- Катары
- Теософское общество

### Проблема интерпретации теоретиков гностицизма

#### Маркион
По мнению Г. Йонаса, несмотря на полемику отцов церкви, Маркион не может быть с полной уверенностью причислен к гностикам, как Василид и Валентин, чей гностицизм бесспорен, ибо:
- им руководили не метафизические и не апологетические, а чисто сотериологические интересы;
- он ради этого придавал главное значение чистому Евангелию и вере (а не познанию);
- он для своего понимания христианства не использовал философию — это был, по крайней мере, его принцип;
- он старался не основывать школы знающих (не было тайного учения), а преобразовывать соответственно Евангелию ап. Павла все общины, христианство которых он признавал законническим (иудействующим) и исключающим свободную благодать (у Маркиона не было различия между пневматиками и гиликами: Евангелие для всех, а не тайное знание)[26].

## Языческийгностицизм
Исторических памятников, отражающих картину дохристианского гностицизма, сохранилось немного. В основном это отрывки космогоний и гимнов из мистических культов, а также гермесианская литература. Определить время происхождения этих документов очень сложно, так как многие из них подверглись разным наслоениям, особенно трактаты герметики.
Более 40 арабских, а также латинских трактатов I века, содержавших платоническо-пифагорейские элементы учения и мистические взгляды на гносеологическую теорию возникновения мира и сотериологию (учение о спасении), в частности заимствованные из работ Поседония. Авторство герметических трудов приписывалось Гермесу Трисмегисту, греческому богу наук и покровителю магии, который считался посредником между богами и человеком.

## Иудейский гностицизм

### Терапевты
Терапевты представляют собой своего рода монашеские общины, ведущие аскетический образ жизни и состоящие в основном из евреев египетской диаспоры. Жили терапевты уединённо недалеко от Александрии. Вся информация, которой мы располагаем, исходит от Филона Александрийского, из его трактата «О созерцательной жизни».
Терапевты посвящали себя созерцательной и благочестивой жизни, они отрицали всякую собственность и жили уединённо в пустыне, проводя время в изучении Св. Писания и посте. В толковании Ветхого Завета у них доминировал аллегорический подход. Тору они уподобляли живому существу, телом которого были буквальные предписания, а душу составлял невидимый смысл, скрытый в словах. По всей видимости, основное содержание их деятельности сводилось к синкретическому примирению иудаизма и эллинистической мысли, при помощи аллегорического толкования. Они отличались воздержанием от семейной жизни и строгим аскетизмом.

### Ессеи
Сведения о ессеях (с конца II века до н. э. по конец I века) мы встречаем у Филона, Иосифа Флавия и Плиния Младшего.
Все источники по ессейству в основном согласны между собой в основных характеристиках этого движения. Ессейские общины строились отчасти на иудейской основе. В то же время многие из их особенностей нельзя вывести из чистого иудейства. Почитание солнца, чрезмерный аскетизм и безбрачие, знание тайных имён ангелов, мистерии посвящения и трапез, особые омовения, отрицание помазания маслом, иерархическая четырёхступенчатая структура, дуалистический взгляд на человеческую природу, выделение особых людей, выполняющих роль медиумов для предсказания будущего, отрицание рабства и принесения клятв, — все это и многое другое никак не вытекает из иудейских воззрений и социально-религиозной структуры еврейской жизни.
Внешнее влияние очевидно, хотя какое влияние — неопифагорейство, средний платонизм или парсизм, — было доминирующим, судить затруднительно. Однако, гностический характер наглядно представлен, во-первых, религиозной сотериологической направленностью ессейства, во-вторых, дуалистической антропологией и исходящим из неё аскетизма, иерархическим устройством общины, особым сроком послушничества, специальными обетами при поступлении и т. д. По всей видимости, вероучение ессеев отражалось в особых тайных книгах.

## Наследие культа Исиды в гностицизме
Гностический гимн, связываемый исследователями с Исидой, найденный в библиотеке Наг-Хаммади под названием «Гром, совершенный ум»:
«Да не будет не знающего меня нигде и никогда! Берегитесь, не будьте не знающими меня!
Ибо я первая и последняя. Я почитаемая и презираемая. Я блудница и святая. Я жена и дева. Я мать и дочь. Я члены тела моей матери. Я неплодность, и есть множество её сыновей. Я та, чьих браков множество, и я не была в замужестве. Я облегчающая роды и та, что не рожала. Я утешение в моих родовых муках. Я новобрачная и новобрачный. И мой муж тот, кто породил меня. Я мать моего отца и сестра моего мужа, и он мой отпрыск».

## Открытия гностических текстов в XX веке
До середины XX века гностики были известны лишь по сочинениям отцов Церкви, и прежде всего — Иринея Лионского, Тертуллиана, Ипполита и Епифания. Лишь в 1945 году была открыта целая библиотека коптских гностических текстов, которую обнаружили в большом глиняном сосуде, закопанном в поле близ Наг-Хаммади (Библиотека Наг-Хаммади) в Египте (примерно 500 км к югу от Каира, 80 км к северо-западу от Луксора).